# آتسانو سن پائولو
آتسانو سن پائولو (به ایتالیایی: Azzano San Paolo) یک کومونه در ایتالیا است که در استان برگامو واقع شده‌است.

## خصوصیات
آتسانو سن پائولو ۴٫۲۱ کیلومترمربع مساحت و ۷٬۷۰۱ نفر جمعیت دارد و ۲۱۱ متر بالاتر از سطح دریا واقع شده‌است.